# Heteronyx montanus
Heteronyx montanus är en skalbaggsart som beskrevs av Blackburn 1890. Heteronyx montanus ingår i släktet Heteronyx och familjen Melolonthidae. Inga underarter finns listade i Catalogue of Life.